# Fannia conspicua
Fannia conspicua är en tvåvingeart som beskrevs av Malloch 1913. Fannia conspicua ingår i släktet Fannia och familjen takdansflugor.
Artens utbredningsområde är Kalifornien. Inga underarter finns listade i Catalogue of Life.